# 그린다비크

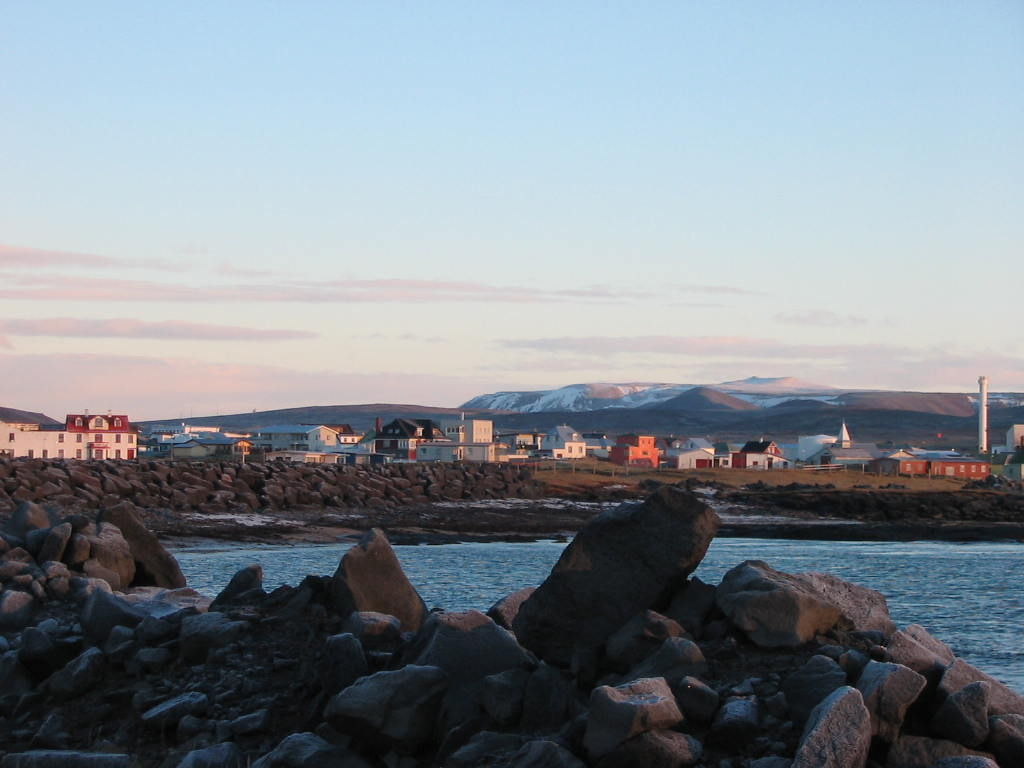
그린다비크

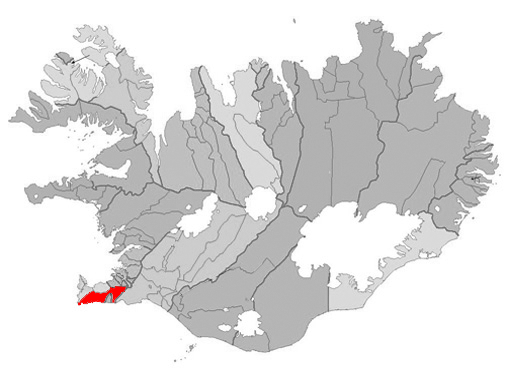
그린다비크의 위치

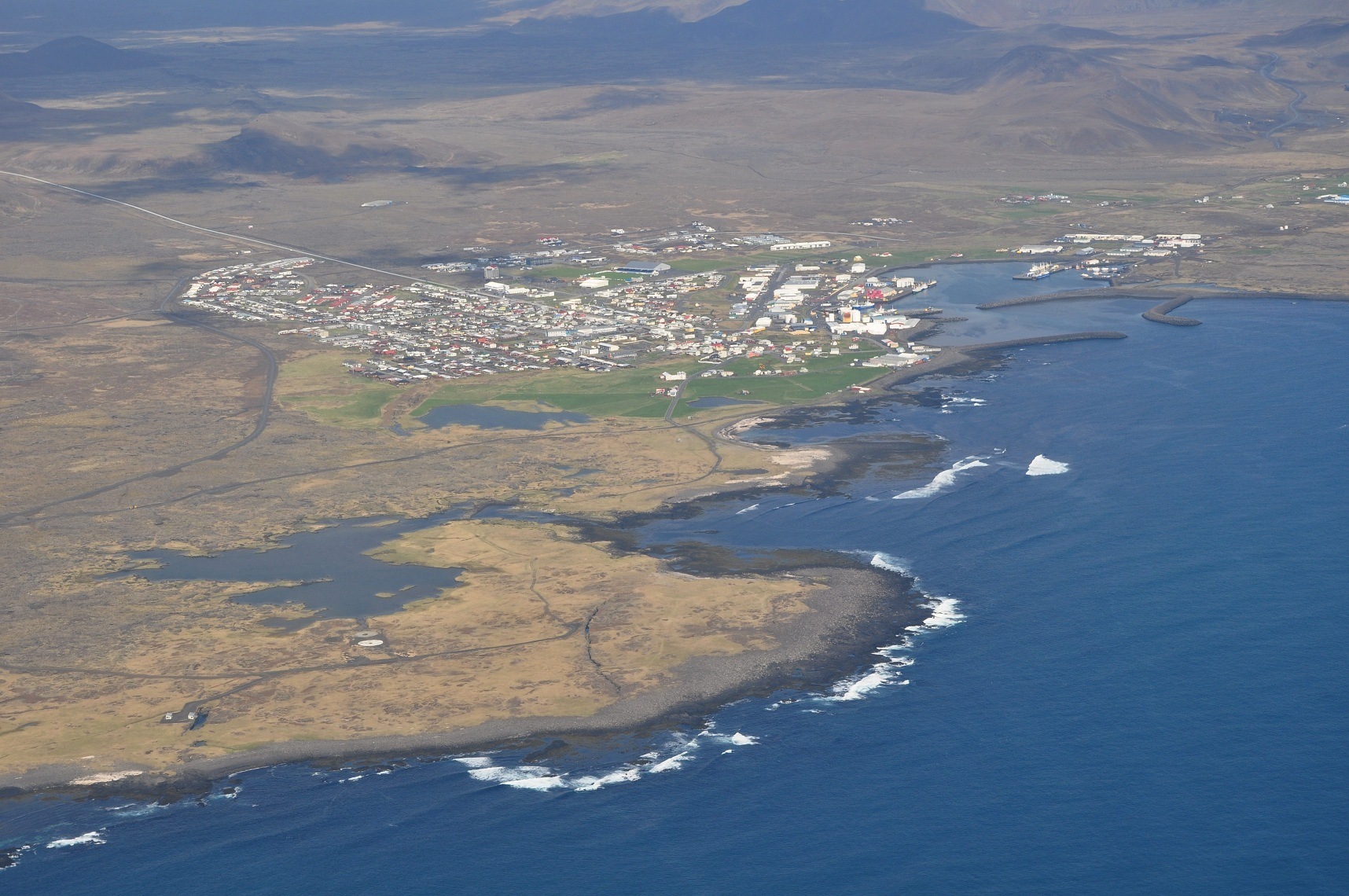
하늘에서 내려다 본 그린다비크 시가지

그린다비크(아이슬란드어: Grindavík)는 아이슬란드 남서부에 위치한 도시로 면적은 425km2, 인구는 2,821명(2011년 기준)이다. 레이캬네스반도 남안에 위치하며 행정 구역상으로는 쉬뒤르네스에 속한다. 약 2,800여 명에 달하는 주민들이 어업에 종사한다. 시내에서 4.8km 정도 떨어진 지점에 블루 라군 온천이 있다.
934년에 쓰여진 아이슬란드 이주에 관한 문헌인 《이주의 서》에 처음 등장한다. 1939년 현대적인 항만 시설이 건설되었으며 1974년 지방 자치체로 승격되었다.
2023년 12월 쉰드흐누퀴르 화산 분화와 수만 차례의 군발지진으로 대피령이 내려졌으며, 시가지는 큰 피해를 입었다.

## 같이 보기
- 레이캬네스